# 筒井正也
筒井 正也（つつい まさや、1976年4月11日 - ）は、東京都江東区出身の元プロ野球選手（投手）。現在は中日ドラゴンズでスコアラーを務めている。

## 来歴・人物

### プロ入り前
中学時代は墨田リトルシニア。国士舘高校で1993年に2年でセンバツに出場し、2回戦の市立船橋高戦では9回表から延長15回まで1安打に抑える好投でベスト4進出に大きく貢献した。1994年、3年夏の西東京大会では3回戦、都立東大和高戦で9回ノーヒットノーランを記録。この大会では打撃でも3本塁打を放ち、決勝進出の原動力となる。
その後、国士舘大学に進学すると1年春のみ東都大学野球1部リーグで1試合に登板、以降は2部で2年生からエースとして活躍。2部リーグながら通算15勝、MVP・最優秀投手賞を各2回受賞している。大学卒業後は社会人野球の名門ヤマハに入社。都市対抗野球出場3回、シドニー五輪の候補選手にも選出されている。
父親が春日野部屋の元・幕下力士だったこともあり、188cm、100kgの巨体の右腕としてプロから注目されていた。その巨漢から繰り出すMAX150kmの速球と、大きく割れるカーブが特徴。

### プロ入り後
2001年のドラフトで広島東洋カープに8巡目で指名されて即戦力として入団したが、2003年に僅か2年で解雇された。
2004年に中日ドラゴンズにテスト入団した。尚、2003年オフに中日の監督に就任した落合博満が「この1年間は補強を凍結する」と宣言した年に加入した数少ない選手だった（2003年オフに中日に加入したのは、筒井の他に落合の元チームメイトで引退試合後巨人内部でのゴタゴタに巻き込まれ現役続行を決意した川相昌弘と、横浜を解雇されたドミンゴ・グスマンの2人のみ）。しかし中日でも一軍登板機会は得られず、同年10月12日に球団から戦力外通告を言い渡され、12月2日付で自由契約となる。同年限りで現役を引退し、スコアラーに転身した。

## 詳細情報

### 年度別投手成績
- 一軍公式戦出場なし

### 背番号
- 55 （2002年 - 2003年）
- 69 （2004年）